# Мермера
Мермера (Мраморец) е връх в Канарския дял на Средна Рила. Надморската му височина е 2602 метра.
Разположен е на хребет, често наричан също Мермера, който се откъсва от основното Рилецко било в участъка между северния край на скалния гребен Зъбците и южния край на седловината Мермерски (Мраморецки) преслап. Хребетът е вододел между началните притоци на Илийната река. Той разполовява Мермерския циркус на две части: северна и южна. В северната част е разположено Мермерското езеро, а в южната – четирите Караомерички езера, от които най-известно е Синьото езеро (най-горното). В началото на хребета се намира малко връхче, което е прилепено към основното било; понякога е отбелязвано като вр. Малък Мермер (1586 м). Между него и връх Мермера има дълбоко седло.
Връх Мермера е с пирамидална форма, масивът му изпъква внушително. Белият мрамор, от който идва името му, е изпъстрен с петна клек, който по-надолу по склоновете му става непроходим.
Изкачването на Мермера става най-често от седловината Мермерски преслап по билото на хребета. През лятото може да бъде изкачен и откъм Синьото или откъм Мермерското езеро, в посока към дълбокото седло източно от върха. От хижа „Рибни езера“ върхът е на около час и половина, както и от вр. Канарата. От Рилския манастир (по долината на Илийна река) е на около 7 часа.